# Sankt Martin im Granitztal

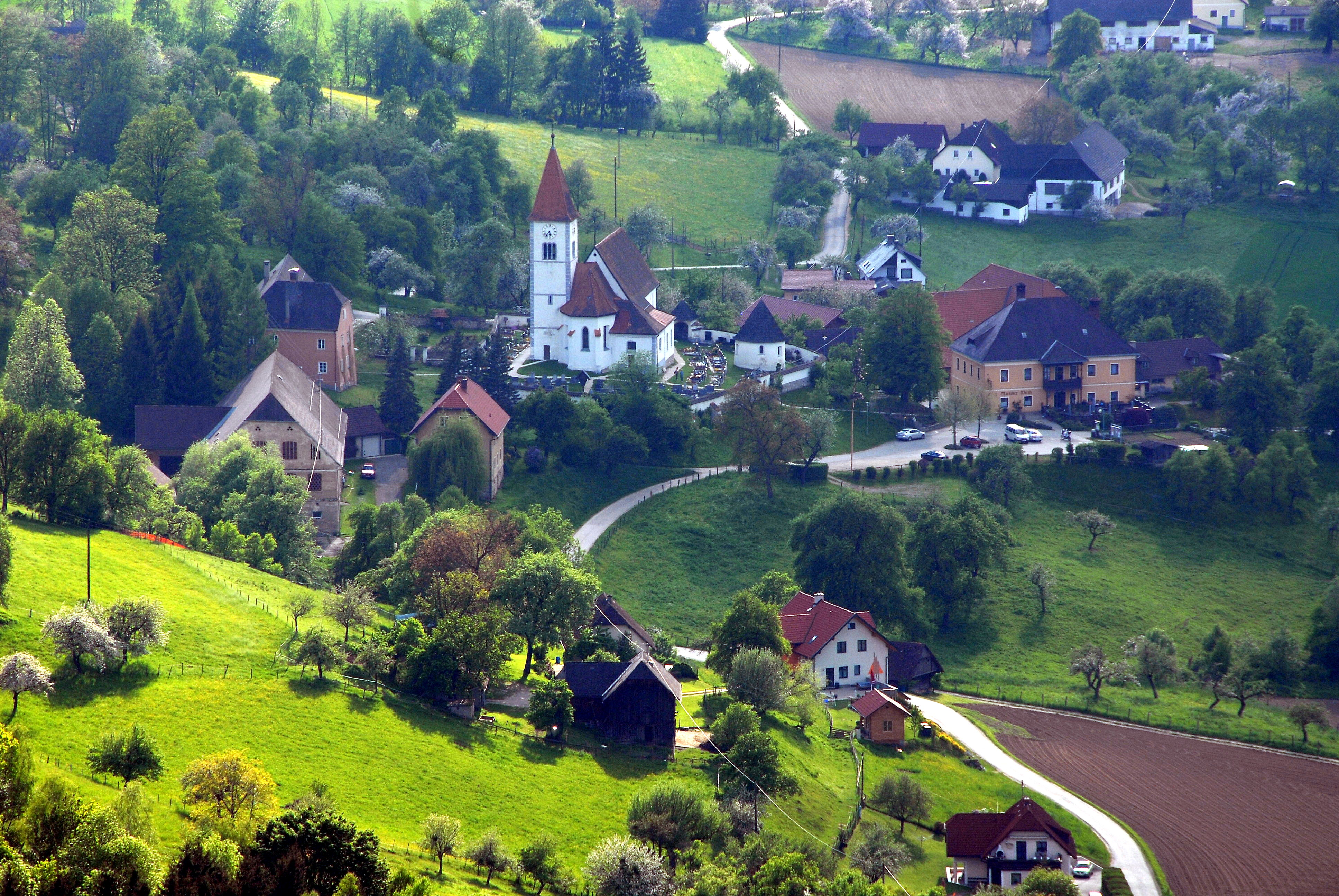
Sankt Martin, Blick von der Burg Rabenstein

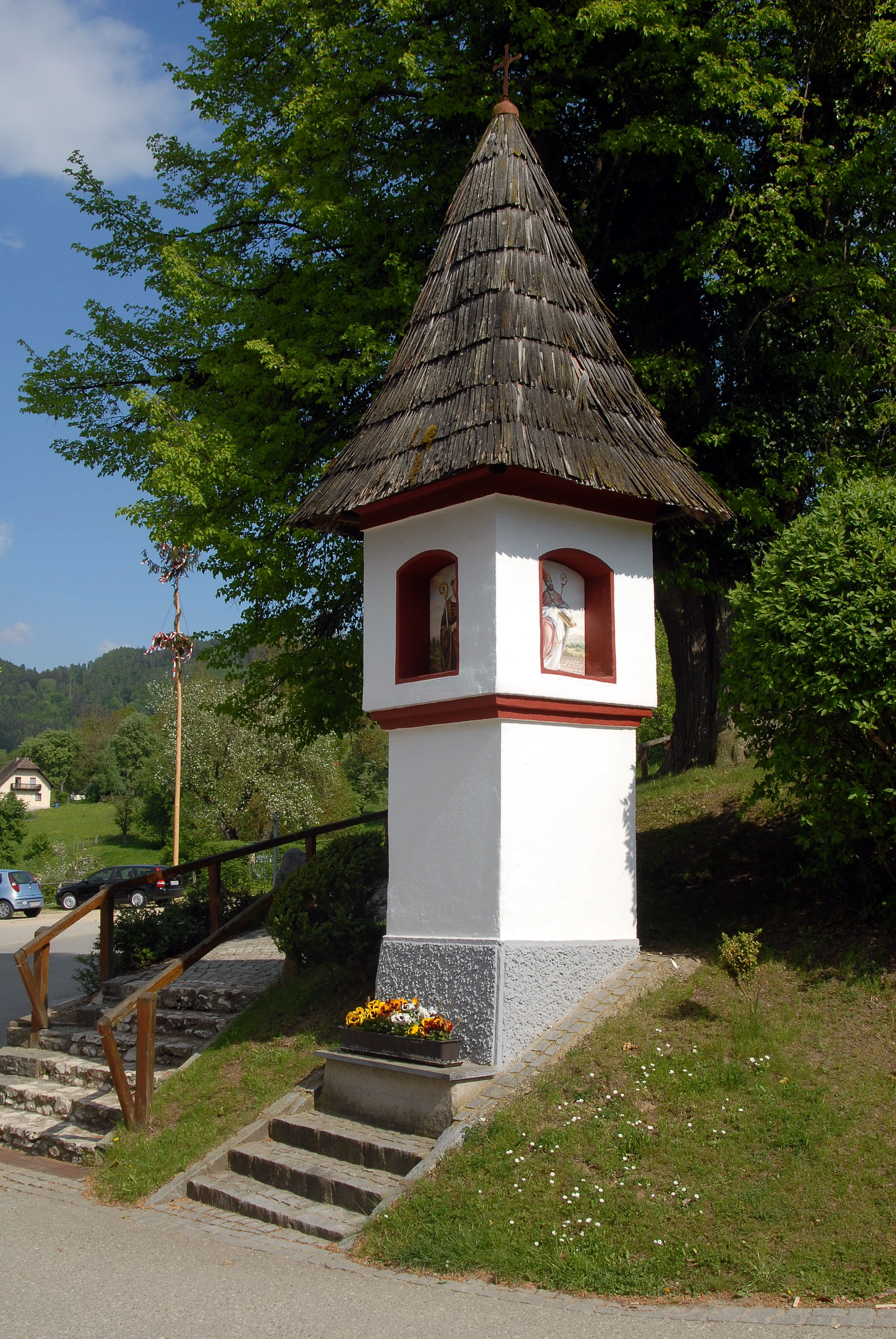
Bildstock nördlich des Friedhofs

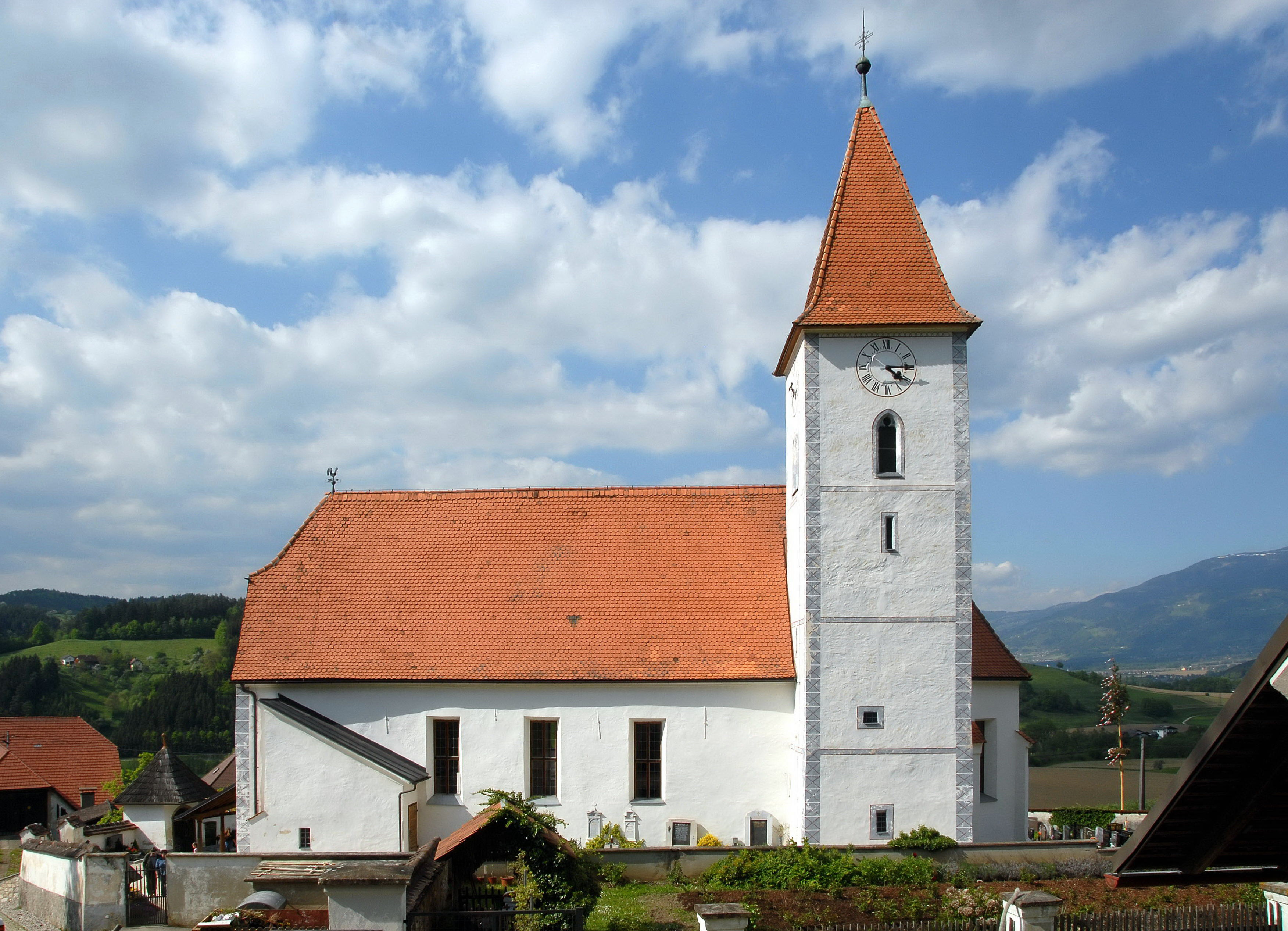
Pfarrkirche Sankt Martin, Südansicht

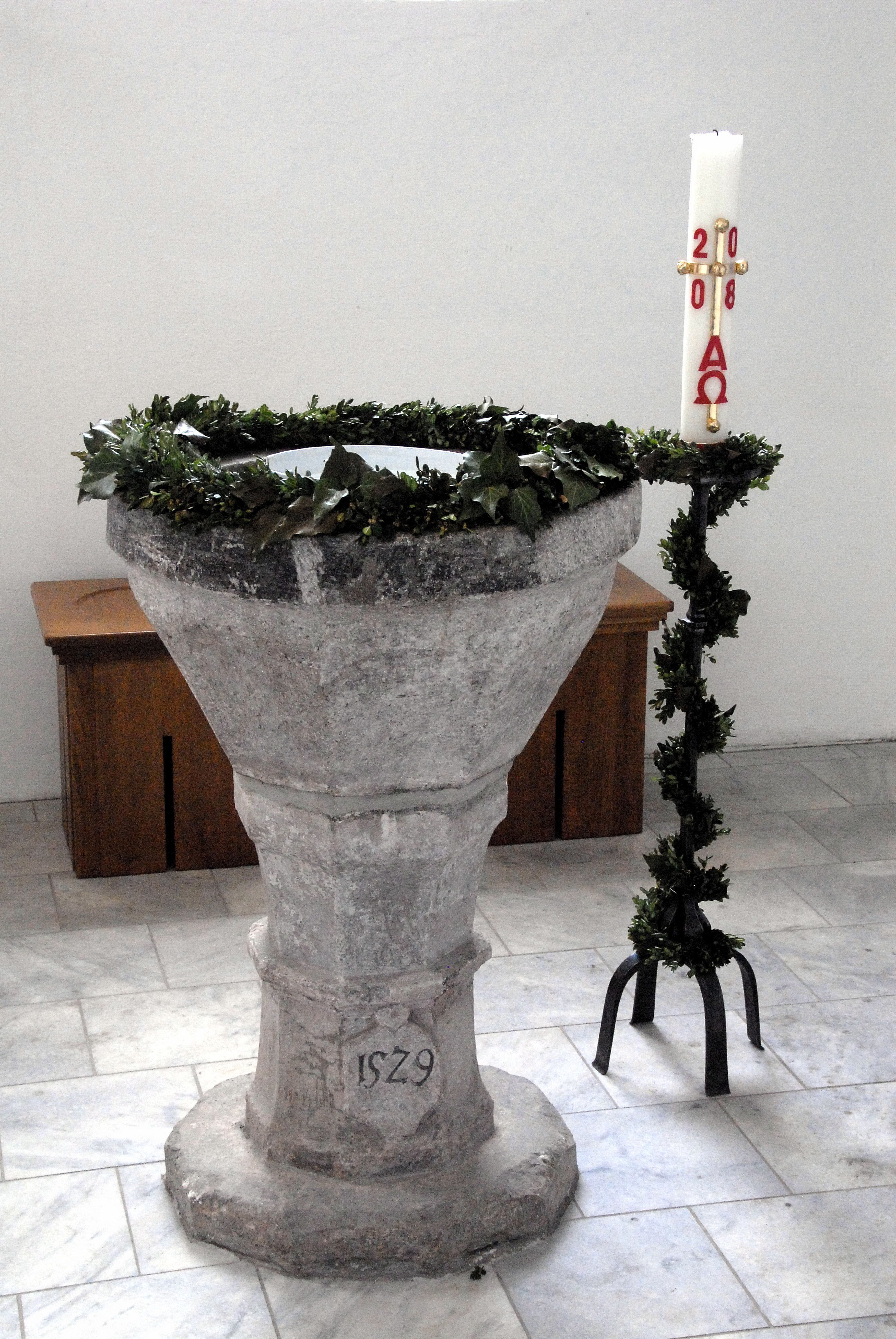
Taufbecken aus dem Jahr 1529

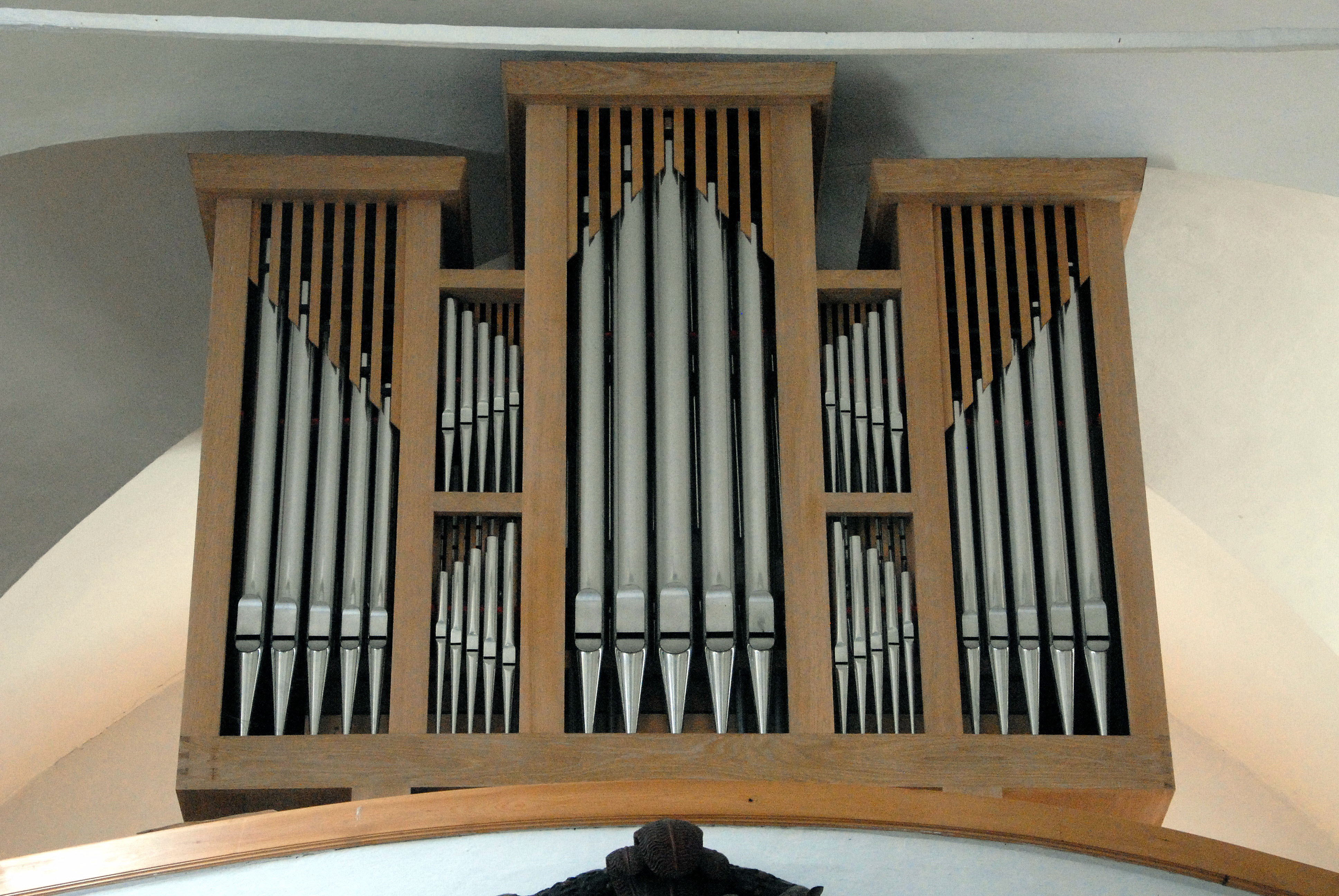
Orgel in der Pfarrkirche

Die in der Gemeinde Sankt Paul im Lavanttal südwestlich des Hauptortes gelegene Rotte Sankt Martin befindet sich am auslaufenden nördlichen Hang des Martinikogels. Die im Südosten des österreichischen Bundeslandes Kärnten gelegene Ortschaft hatte am 1. Jänner 2024 eine Einwohnerzahl von 20. Sankt Martin liegt im Granitztal, einem Seitental des Lavanttales, das vom Granitzbach durchflossen wird.

## Pfarrkirche St. Martin
Die Pfarrkirche ist erhöht über dem Ort und von einem Friedhof umgeben. Gegründet wurde das Kirchenbauwerk um 1140 durch Amelbert von Kholniz.
Der im Kern romanische große Bau wurde gotisch, barock und Ende des 19. Jahrhunderts verändert. Im Jahre 1998 erfolgte die Restaurierung mit Rekonstruktion der barocken Architekturpolychromie. Der gotische Bau weist Strebepfeiler auf, hat einen nördlichen Anbau, einen südlichen Turm mit niedrigem Pyramidendach, Drillingsfenster und Maßwerknasenfenster im Glockengeschoß. An der Langhaus-Süd-Wand gibt es einen westlich geschlossenen Vorbau zum Emporenaufgang. Im Westen weist das Gebäude ein hölzernes Vordach auf. Der West-Eingang hat einen Sturz, seitlich im Mauerwerk befinden sich lebensgroße Büsten von Bischöfen vermutlich aus dem 17. Jahrhundert.

### Inneres
Das fünfjochige Langhaus ist kreuzgratgewölbt über Wandpfeilern, die Langhausmauern sind gegen Osten hin auseinander laufend, im Kern gotisch, danach barock verändert. Die Westempore ist leicht vorgewölbt, über einer Flachtonne mit Stichkappen, darunter bindet sich südlich ein kleiner Nischenraum. Nördlich vor dem Chor gelangt man durch eine Rundbogenöffnung in einen längs oblongen, kreuzgratgewölbten Kapellenanbau aus dem 19. Jahrhundert. Ein schmaler, rundbogiger Triumphbogen ist mit Kämpfern versehen. Der einjochige, gotische Chor weist einen fünf-achtel Schluss auf und ist über Konsolen kreuzgratgewölbt. Nördlich angegliedert ist eine barocke, kreuzgratgewölbte Sakristei. Das Turmerdgeschoß ist mit einem Tonnengewölbe versehen. Im Chor gibt es ein Sakramentshäuschen mit großen spitzbogigen Fenstern. Das Langhaus weist große rechteckige Fenster auf. Der Chor birgt gemalte Apostelkreuze.
Weiters vorhanden ist ein großer figürlicher Grabstein des Leonhard von Kholniz, bezeichnet 1587. Eine kleine Grabplatte der Barbara Windischgraetz, bezeichnet 1591. Außerdem ein Totenschild des letzten Kholniz.

### Ausstattung
Der barocke Hochaltar stammt aus dem Jahre 1777 und weist eine Statue des heiligen Martin auf. Seitlich davon befinden sich Opfergangsportale, darüber die Figuren der beiden Bauernheiligen Isidor und Notburga. Im Aufsatz gibt es ein Bild Marienkrönung. An den Chorwänden hängen die Leinwandbilder „Glorie des Benediktinerordens“ und „Vermählung Mariä“ aus dem 18. Jahrhundert. Chorbänke und Bestühle stammen aus dem zweiten Viertel des 18. Jahrhunderts. Über den beiden Seitenaltären befinden sich die Altarblätter mit heiligem Einsiedler und büßender Maria Magdalena, in reich geschnitztem Rahmen, Entstehungszeit um 1725, in die Rahmung einbezogen sind Reliquiare. Links zwei spätgotische Statuen des heiligen Nikolaus und des heiligen Bischofs, geschaffen Ende des 15. Jahrhunderts. Rechts die barocken Figuren des heiligen Johannes der Täufer und des heiligen Sebastian. Die Kanzel wurde um 1730 geschaffen. Das Taufbecken ist mit 1529 bezeichnet. In der Seitenkapelle (Taufkapelle) gibt es ein Leinwandbild „Pietá“ aus der Mitte des 18. Jahrhunderts, das Kruzifix stammt aus dem 19. Jahrhundert, das Leinwandbild präsentiert die Märtyrer Johannes und Paulus als Wetterheilige, Schmerzensmann, wie die Seitenaltarbilder gerahmt, Entstehung um 1725. Im Jahr 1998 wurde die Orgel erneuert. Die Glocken stammen aus dem 14. Jahrhundert und von Rudolf Fiering, bezeichnet 1650.

## Karner
Der Karner ist nördlich von der Kirche gelegen. Der romanische Rundbau ist mit einem Kegeldach versehen. Innen weist er eine flache Holzdecke auf. Das Ossarium ist vermauert, der Umbau zur Kapelle stammt von Günter Kraus.

## Friedhofskapelle
Sie stammt aus dem 19. Jahrhundert, mit barocken Reliefs „Pietà“ und „Heilige Familie“.

## Pfarrhof
Der Pfarrhof ist südöstlich der Kirche gelegen. Er ist ein zweigeschoßiger barocker Bau, trägt die Bezeichnung 1625. Im Inneren weist er einfache Stuckdecken auf. 1986 erfuhr er eine Außenrestaurierung.

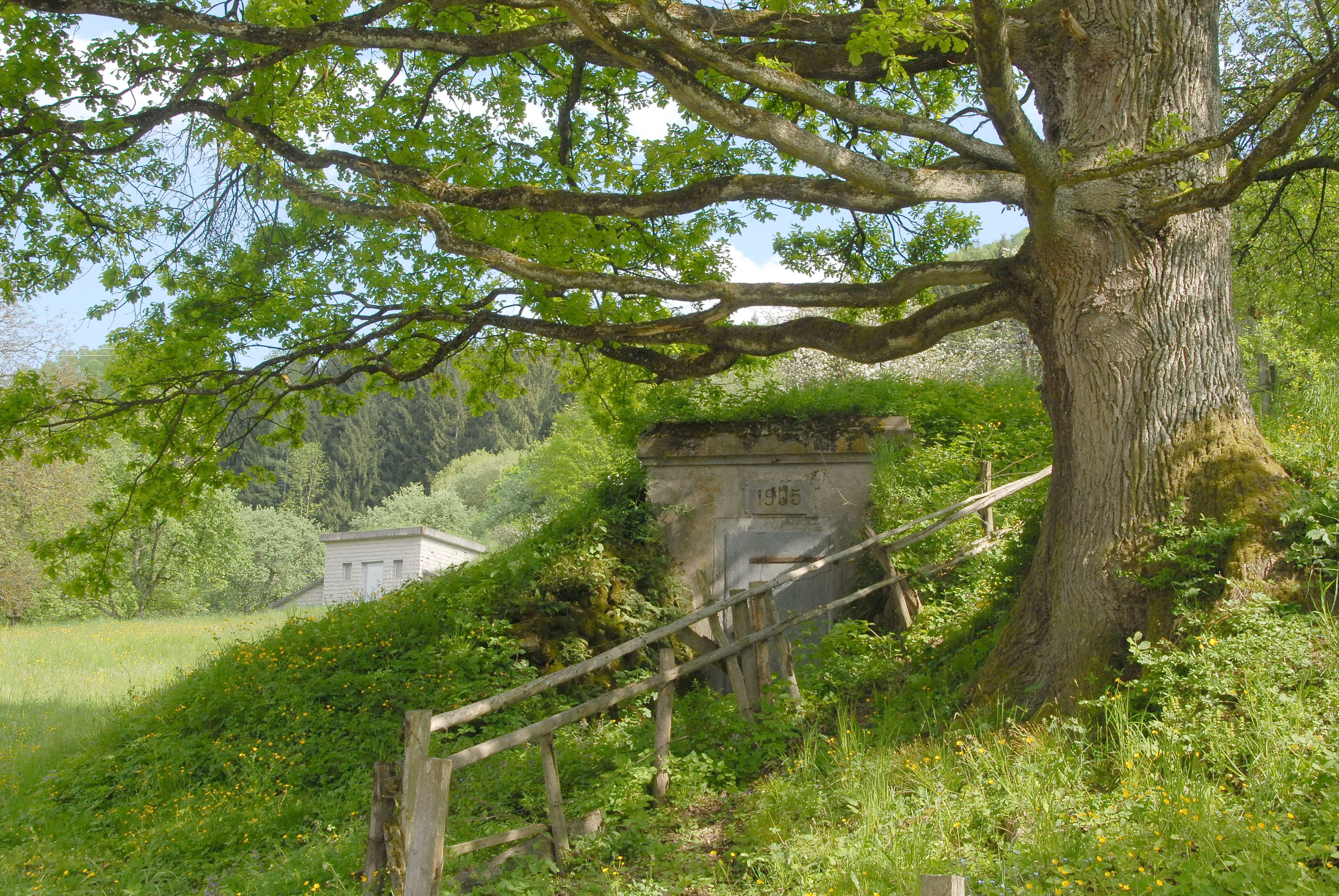
Quellfassungen zur St. Pauler Wasserversorgung

## Wasserquellen
Südlich der Pfarrkirche existieren zwei Fassungen, die das hochwertige Quellwasser über eine Leitung in den Ort Sankt Paul leiten und die Bevölkerung mit Trinkwasser versorgen.

## Eisenbahnhaltestelle Granitztal
Der Ort ist an das ÖBB-Netz angeschlossen und hat eine eigene Haltestelle. Die Bahnlinie verbindet das Granitztal mit Wolfsberg im Norden, sowie Bleiburg im Süden und der westlich gelegenen Landeshauptstadt Klagenfurt. Der Streckenabschnitt zwischen Sankt Paul im Lavanttal und Bleiburg wurde nach mehrjähriger Bauzeit im Jahre 1963 von Bundespräsident Adolf Schärf feierlich seiner Bestimmung übergeben.